# Ida County
Ida County är ett administrativt område i delstaten Iowa, USA. År 2010 hade countyt 7 089 invånare. Den administrativa huvudorten (county seat) är Ida Grove.

## Geografi
Enligt United States Census Bureau har countyt en total area på 1 119 km². 1 118 km² av den arean är land och 1 km² är vatten.

### Angränsande countyn
- Cherokee County - nord
- Sac County - öst
- Crawford County - syd
- Woodbury County - väst

## Städer och samhällen
- Arthur
- Battle Creek
- Galva
- Holstein
- Ida Grove